# Luzitanizam
Luzitanizmi su posuđenice u  hrvatskome jeziku koje potječu iz portugalskog jezika. Luzitanizmi nisu česti u hrvatskome jeziku. Naziv luzitanizam potječe od Luzitanije, staroga naziva za Portugal. Primjeri luzitanizama u hrvatskom su bajadera, banana, barok i marmelada.